# Feldhoffer Bálint
Feldhoffer Bálint (?, 2005. december 26. –) magyar országútikerékpár-versenyző, a 2025-ös szezonban a Team United Shipping kerékpárosa.

## Pályafutása
2021-től 2023-ig az EOLO - Kometa Junior Team, 2024-ben a Team Polti Kometa U23 kerékpárosa volt. 2024-ben indult először a Tour de Hongrien.
2024 végén a Team United Shippinghez szerződött. A 2025-ös szezont erősen kezdte: a Törökországban második lett egy egynaposon, a Tour of Mersinen pedig szakaszt nyert és összetettben 5. lett. A 2025-ös Tour de Hongrie kékestetői 3. szakaszán és az összetettben is a 7. helyen végzett, elnyerve a legjobb magyar versenyzőnek járó fehér trikót.